# Ekaveli
Ekaveli ist das dritte Soloalbum des Mönchengladbacher Rappers Eko Fresh. Es erschien am 23. November 2007 und war Eko Freshs erste Veröffentlichung für das von Bushido betriebene Label Ersguterjunge.

## Entstehungsgeschichte
2006 erschien das Album Hart(z) IV über das Sony-BMG-Tochterlabel Subword, das sich auf Hip-Hop spezialisiert hatte. Bereits davor hatte Eko Fresh mit Bushidos Label Ersguterjunge zusammen gearbeitet. So war er auf den beiden Labelsamplern Vendetta und Nemesis vertreten. Ende 2006 unterschrieb er schließlich bei Bushido.
Der Name Ekaveli ist eine Anspielung auf Makaveli, den Künstlernamen des ermordeten Rappers Tupac Shakur, den dieser für sein letztes Album The Don Killuminati: The 7 Day Theory (1996) verwendet hatte. Dieser war ebenfalls eine Anspielung auf den italienischen Philosophen Niccolò Machiavelli.
Den Hauptteil der Musik steuerten die GermanDream-Hausproduzenten Kingsize, Prodycem, Capkekz und Ground Zero bei. Weitere Beats kamen von Flashgordon aus Hamburg, Bock auf’n Beat aus Frankfurt am Main und von Serious Sam, welcher bereits früher für Eko Fresh als Produzent tätig war. Auch Beatlefield, bestehend aus Chakuza und DJ Stickle, die damaligen Hausproduzenten von Ersguterjunge hatten mit Bis ich unter der Erde lieg Anteil an dem Album. Die meisten Featuregäste waren zu jener Zeit auf Ekos Label „German Dream“ unter Vertrag. So steuerten Capkekz, SDiddy, Farid Bang, La-Honda, G-Style, Hakan Abi und Summer Cem vom Label German Dream ein Feature bei. Weitere Gastbeiträge waren der R&B-Sänger Ado Kojo, Gangsta Luv und Karim. Außerdem konnte Bushido für ein Feature auf der ersten Single Ring frei gewonnen werden. Als besondere Überraschung gelang es Eko Fresh einen Teil von 2Pacs Gruppe Outlawz als Featuregäste zu gewinnen.

## Titelliste
| #  | Titel                       | Gastmusiker                                         | Musik                        | Text                                                                                    | Produktion               | Länge |
| -- | --------------------------- | --------------------------------------------------- | ---------------------------- | --------------------------------------------------------------------------------------- | ------------------------ | ----- |
| 1  | Intro                       |                                                     | Kingsize                     | Eko Fresh                                                                               | Kingsize                 | 2:26  |
| 2  | Et kütt wie et kütt         |                                                     | Kingsize                     | Eko Fresh                                                                               | Kingsize                 | 3:46  |
| 3  | Sie sind überall            | Summer Cem                                          | Kingsize                     | Eko Fresh, Summer Cem                                                                   | Prodycem                 | 4:59  |
| 4  | Ring frei                   | Bushido, Intro: Carsten Schäfer                     | J. Ris                       | Eko Fresh, Bushido                                                                      | Kingsize                 | 4:28  |
| 5  | Bis ich unter der Erde lieg | The Outlawz                                         | Beatlefield                  | Eko Fresh, Young Noble, Edi Amin                                                        | Beatlefield              | 4:46  |
| 6  | Gefallene Soldaten          | G-Style                                             | Hassan Anouri, Richard Moore | Eko Fresh, H. Kilic                                                                     | Bock auf’n Beat          | 4:04  |
| 7  | Westcoast                   |                                                     | O. Wyoski                    | Eko Fresh                                                                               | Zero                     | 3:27  |
| 8  | Ich bleib so wie ich bin    | Ado                                                 | Kingsize                     | Eko Fresh, K. Adomako                                                                   | Kingsize                 | 3:04  |
| 9  | Jedem das Seine             |                                                     | Hassan Anouri, Richard Moore | Eko Fresh                                                                               | Bock auf’n Beat          | 4:18  |
| 10 | Ihr Herz ist so Ghetto      | Capkekz                                             | C. Cigdem                    | Eko Fresh, J. Ris                                                                       | Prodycem                 | 3:58  |
| 11 | Irgendwann                  | Farid Bang                                          | Kingsize                     | Eko Fresh, Hamed El Abdellaoui                                                          | Kingsize                 | 4:43  |
| 12 | Es interessiert             |                                                     | C. Cigdem                    | Eko Fresh                                                                               | Prodycem                 | 4:10  |
| 13 | Cologne City Street Blues   |                                                     | O. Wysocki                   | Eko Fresh                                                                               | Zero                     | 4:01  |
| 14 | Es tut mir leid             | G-Style, Karim                                      | C. Cigdem                    | Eko Fresh, Kerim Barkani, H. Kilic                                                      | Prodycem                 | 4:19  |
| 15 | Ein Tag                     |                                                     | Kingsize                     | Eko Fresh                                                                               | Kingsyze                 | 3:56  |
| 16 | Stenzprominenz              | Bero Bass, Hakan Abi, Ice H, Kingsize, Prodycem, SD | C. Cigdem                    | Eko Fresh, Kingsize, C. Cigdem, Hakan Kilic, S. Duschl, B. Avsar, Ö. Gökyildíz, H. Usta | Prodycem                 | 5:57  |
| 17 | Ohne dich                   |                                                     | Aron Strobel, Stefan Zauner  | Aron Strobel, Stefan Zauner, Michael Kunzi                                              | Bock auf’n Beat          | 4:15  |
| 18 | Seid ihr jetzt zufrieden?   |                                                     | Samy Ferreira                | Eko Fresh                                                                               | Serious Sam              | 4:03  |
| 19 | Outro                       |                                                     | C. Cigdem                    | Eko Fresh                                                                               | Prodycem                 | 1:55  |
| 20 | So kann ich nicht arbeiten  |                                                     | Gordian Gleiss               | Eko Fresh                                                                               | Flashgordon (Pure Beatz) | 3:36  |

## Musikstil
Ekaveli ist ein Konzeptalbum und große Verbeugung von Eko Freshs Lieblingsrapper 2Pac. Der Großteil der Beats des Albums ist deshalb stark am Westcoast-Hip-Hop der 1990er angelehnt und enthält Elemente des G-Funks. Die Beats klingen dabei mal hymnisch (Ring frei), mal klassisch (Bis ich unter der Erde lieg), mal melancholisch (Es tut mir leid) oder auch düster (Westcoast). Dazu passend konnte von 2Pacs alter Crew Outlawz die beiden Rapper Edi Amin und Young Noble gewonnen werden, die als „Tha Outlawz“ auftreten. Auch textlich sind einige Parallelen zu finden. Zudem verwendete Eko Fresh auf diesem Album einen kehligeren, tieferen Rapstil, der ebenso eine Ähnlichkeit zur Rapikone 2Pac anstrebt.
Aus dem Rahmen fallen das soulige Jedem das seine und So kann ich nicht arbeiten, bei dem Eko über einen Akustikgitarren-Beat mit Gesangsstimme singt. Auch Ohne dich, das den gleichnamigen Klassiker der Gruppe Münchener Freiheit samplet, weicht vom Konzept ab. Eko Fresh verwandelt das Liebeslied in eine Ode an den Haschischkonsum.

## Video- und Singleauskopplungen
Für das Album wurde nur ein Video zur ersten Single Ring frei (feat. Bushido) gedreht. Das Video zeigt abwechselnd Eko Fresh rappend im Boxring und einen Wrestling-Kampf.

## Erfolg
Ekaveli erreichte Platz 100 der deutschen Albumcharts. Die Singleauskopplung Ring frei erreichte mit Platz 64 seine höchste Chartnotierung in den Singlecharts. Während Eko beim letzten Album Hart(z) IV noch 2 Videos hatte, wurde durch den Misserfolg die Promotion für Ekaveli bereits nach dem ersten Video eingestellt. Das Album ist damit neben dem Kollaboalbum Dünya Dönüyor – Die Welt dreht sich mit Azra, das gar nicht die Charts erreichte, das Album mit den niedrigsten Chartplatzierungen.
Kurz darauf ging auch die geschäftliche Beziehung mit Bushido in die Brüche und Eko Fresh verlor seinen Plattenvertrag. Neben dem fehlenden Erfolg des Albums waren auch Ghostwriting-Vorwürfe, die der Rapper La Honda erhoben hat, für den Bruch mit Bushido verantwortlich. Die beiden Mitglieder von La Honda hatte in einem Hiphop.de-Interview behaupteten in einem Interview mit Hiphop.de, das Eko Fresh Bushido drei Alben geschrieben habe, bis er Kay One als neuen Ghostwriter direkt von Eko Fresh abgeworben habe. Zudem habe er Eko Fresh nicht ausreichend unterstützt. Eko fresh widersprach dieser Darstellung nicht, was letztlich seinen Anteil am Bruch hatte.
Eko Fresh kündigte später auf Myspace das Ende seiner Karriere an und begründete dies unter anderem mit den schwachen Verkaufszahlen. Er wolle nur noch die Promo für SDiddys Album 21 Gramm machen und sich anschließend aus der Rapszene zurückziehen. Später nahm er Abstand von diesem Schritt.

## Kritiken
Nicht nur der fehlende kommerzielle Erfolg lässt das Album im Backkatalog von Eko Fresh als schwaches Album erscheinen. Auch die Kritik war nicht besonders enthusiastisch. So vergab Philipp Gässlein auf Laut.de nur zwei Sterne. Er lobte zwar die Beats, kam aber dennoch zu folgendem Fazit:

„Das Problem: Für einen Klassiker brauchen klasse Beats auch einen ...? Na? Genau: Klasse Rapper. Den könnte Eko, betrachtet man die Musik seiner Anfangstage, sogar abgeben. Warum er es nicht tut, warum er nicht endlich lernt, zu sich, seinem Style und vor allem seiner Stimme zu stehen, weiß vermutlich keiner außer ihm selbst. Traurig ist es allemal, denn diese Beats hätten einen befreit aufrappenden, unverschämten Eko Fresh (wie auf "Ein Tag") viel eher vertragen als den versuchten Klon eines Rappers, der seit zehn Jahren tot ist - und der es trotzdem anscheinend auch alleine noch ganz gut schafft, Platten zu releasen.“

Die Tageszeitung Heilbronner Stimme bezeichnete das Album als solide und vom Rapstil her besser als seine Vorgänger:

„Es fällt schwer, zu glauben, dass Eko, der bisher jährlich das Image wechselte, endgültig seine Nische gefunden haben soll. Daher hat es die Platte nicht leicht, ernstgenommen zu werden. Trotzdem - oder vielleicht gerade deshalb - verdient "Ekaveli" Respekt: Eko serviert runde und technisch solide Rap-Tracks, die zwar abgedroschene Ghetto-Klischees zitieren, aber ansonsten keinem Trend nachlaufen. Könnte klappen.“

Jahre später bezeichnete Eko Fresh selbst das Album als Fehler:

„Das war damals ein Insider-Ding von mir und meinen Kumpels – vielleicht hätte man es dabei belassen sollen.“